# Pjotr Bočkarjov
Pjotr Vladimirovič Bočkarjov (rusky Пётр Владимирович Бочкарёв; * 3. listopadu 1967, Moskva) je bývalý ruský atlet, dvojnásobný halový mistr Evropy ve skoku o tyči.

## Kariéra
V roce 1991 vybojoval bronzovou medaili na světové letní univerziádě v britském Sheffieldu. O rok později získal v barvách Společenství nezávislých států zlatou medaili na halovém ME v italském Janově. Na následujícím halovém ME 1994 v Paříži titul obhájil v novém rekordu šampionátu 590 cm. V témže roce skončil pátý na Hrách dobré vůle v Petrohradu.
V roce 1996 vybojoval výkonem 580 cm bronzovou medaili na halovém ME ve Stockholmu a reprezentoval na letních olympijských hrách v Atlantě, kde ve finále obsadil 5. místo, když překonal napoprvé 586 cm.